# Zwartkopdonacobius
De zwartkopdonacobius (Donacobius atricapilla) is een tamelijk grote zangvogel uit de familie Donacobiidae.

## Kenmerken
Deze vogel heeft een zwarte kruin, donkerbruine rug en staart alsmede een oranjegele borst en buik, oranje ogen. De vogel wordt circa 23 centimeter groot.

## Leefwijze
De zwartkopdonacobius is zeer algemeen. De vogel leeft in paren, die hun gehele territorium handhaven. Deze opvallende vogels zitten vaak vlak bij elkaar op een goed zichtbare tak luidruchtig te zingen, terwijl ze met hun kop op en neer wippen en hun staart uitzetten en heen en weer zwaaien. Dit gedrag wordt gebruikt tegen indringers, maar maakt ook deel uit van de hofmakerij in het broedseizoen. De soort nestelt in een grote open kom tussen riet en gras.

## Verspreiding en leefgebied
De soort komt voor in moerasland en vochtige weiden van oostelijke Panama tot Bolivia en noordelijk Argentinië en telt vier ondersoorten:
- D. a. brachypterus: Panama en noordelijk Colombia.
- D. a. nigrodorsalis: zuidelijk Colombia, oostelijk Ecuador en oostelijk Peru.
- D. a. atricapilla: van Venezuela en de Guyana's tot noordoostelijk Argentinië.
- D. a. albovittatus: zuidwestelijk Brazilië en Bolivia.

## Taxonomie
De zwartkopdonacobius werd vaak beschouwd als het grootste lid van de familie van de spotlijsters. Hij werd zelfs jarenlang ingedeeld in de familie Mimidae, of spotlijsters, en stond bekend als de zwartkopspotlijster. In de jaren tachtig zorgden gedragsstudies ervoor dat hij werd overgeplaatst. Uit recent DNA-onderzoek blijkt echter dat hij mogelijk verwant is met de prinia's van de Oude Wereld, uit de onderfamilie van de grasmussen of eigenlijke zangers. Volgens de meest recente indelingen is hij de enige soort van de eigen familie (Donacobiidae).